# Championnat d'Europe féminin de handball 1996
Navigation
Allemagne 1994 Pays-Bas 1998
La 2e édition du Championnat d'Europe féminin de handball s'est déroulée au Danemark du 6 au 15 décembre 1996.
Le Danemark conserve son titre en battant la Norvège en finale. L'Autriche complète le podium à la suite de sa victoire face à l'Allemagne
À domicile, le Danemark apparaît comme le favori logique de cette 2e édition. Dirigées par le célèbre entraîneur Ulrik Wilbek, les Danoises réalisent un sans-faute, remportant ses cinq matchs de poules avant d'écarter l'Allemagne 22 à 20 en demi-finale puis la Norvège 25 à 23. Dans la petite finale, l'Allemagne ne parvient pas à se défaire d'une équipe autrichienne survoltée (30-23) qui obtient à cette occasion le meilleur résultat de son histoire. La Danoise Anja Andersen se voit décerner le titre de meilleure joueuse de la compétition tandis que la Norvégienne Kjersti Grini termine meilleure marqueuse avec 48 buts.

## Présentation

### Qualifications et équipes participantes
Le Danemark est qualifié d'office en tant qu'organisateur.
Les 11 autres équipes se sont qualifiées au terme d'un tour préliminaire où 20 équipes étaient réparties en 5 poules de 4 équipes. Les 2 premiers de chaque poule ainsi que le meilleur troisième ont alors obtenu leur qualifications
Les 12 équipes qualifiées ont été réparties dans 2 poules de 6 équipes :
Groupe A :  Autriche,  Croatie,  Danemark,  Hongrie,  Pologne,  Suède
Groupe B :  Allemagne,  Norvège,  Lituanie,  Roumanie,  Russie,  Ukraine

### Lieux de compétition
La compétition se déroule sur quatre sites :
- Brøndby Hallen de Brøndby, poule A ;
- Fredericia-hallerne de Fredericia, poule B et matchs de classement ;
- Messecenter (en) de Herning, poule A et phases finale ;
- Idrættens Hus de Vejle, poule B.

## Phase de groupes

### Groupe A
|   | Équipe   | Pts | J | G | N | P | Bp  | Bc  | Diff |
| - | -------- | --- | - | - | - | - | --- | --- | ---- |
| 1 | Danemark | 10  | 5 | 5 | 0 | 0 | 148 | 101 | 47   |
| 2 | Autriche | 8   | 5 | 4 | 0 | 1 | 125 | 105 | 20   |
| 3 | Croatie  | 6   | 5 | 3 | 0 | 2 | 121 | 120 | 1    |
| 4 | Suède    | 4   | 5 | 2 | 0 | 3 | 114 | 139 | -25  |
| 5 | Hongrie  | 2   | 5 | 1 | 0 | 4 | 109 | 127 | -18  |
| 6 | Pologne  | 0   | 5 | 0 | 0 | 5 | 107 | 132 | -25  |

| Date        | Équipe 1 | Score   | Équipe 2 |
| ----------- | -------- | ------- | -------- |
| 6 décembre  | Danemark | 30 – 13 | Suède    |
| 6 décembre  | Hongrie  | 21 – 19 | Pologne  |
| 6 décembre  | Croatie  | 21 – 25 | Autriche |
| 7 décembre  | Suède    | 31 – 26 | Hongrie  |
| 7 décembre  | Autriche | 16 – 29 | Danemark |
| 7 décembre  | Pologne  | 21 – 25 | Croatie  |
| 8 décembre  | Danemark | 33 – 22 | Pologne  |
| 8 décembre  | Hongrie  | 19 – 24 | Croatie  |
| 8 décembre  | Suède    | 18 – 31 | Autriche |
| 10 décembre | Hongrie  | 15 – 24 | Autriche |
| 10 décembre | Croatie  | 22 – 27 | Danemark |
| 10 décembre | Pologne  | 23 – 24 | Suède    |
| 11 décembre | Autriche | 29 – 22 | Pologne  |
| 11 décembre | Croatie  | 29 – 28 | Suède    |
| 11 décembre | Danemark | 29 – 28 | Hongrie  |

### Groupe B
|   | Équipe    | Pts | J | G | N | P | Bp  | Bc  | Diff | Dép |
| - | --------- | --- | - | - | - | - | --- | --- | ---- | --- |
| 1 | Norvège   | 8   | 5 | 3 | 2 | 0 | 134 | 106 | 28   | +6  |
| 2 | Allemagne | 8   | 5 | 4 | 0 | 1 | 124 | 111 | 13   | -6  |
| 3 | Roumanie  | 7   | 5 | 3 | 1 | 1 | 132 | 122 | 10   | /   |
| 4 | Russie    | 5   | 5 | 2 | 1 | 2 | 132 | 119 | 13   | /   |
| 5 | Ukraine   | 2   | 5 | 1 | 0 | 4 | 114 | 122 | -8   | /   |
| 6 | Lituanie  | 0   | 5 | 0 | 0 | 5 | 97  | 153 | -56  | /   |

La Norvège devance l'Allemagne du fait de leur confrontation directe (victoire de la Norvège 27 à 21)
| Date        | Équipe 1  | Score   | Équipe 2  |
| ----------- | --------- | ------- | --------- |
| 6 décembre  | Allemagne | 22 – 21 | Roumanie  |
| 6 décembre  | Russie    | 30 – 23 | Ukraine   |
| 6 décembre  | Norvège   | 36 – 18 | Lituanie  |
| 7 décembre  | Roumanie  | 29 – 26 | Russie    |
| 7 décembre  | Lituanie  | 17 – 27 | Allemagne |
| 7 décembre  | Ukraine   | 19 – 23 | Norvège   |
| 8 décembre  | Allemagne | 25 – 23 | Ukraine   |
| 8 décembre  | Russie    | 22 – 22 | Norvège   |
| 8 décembre  | Roumanie  | 32 – 26 | Lituanie  |
| 10 décembre | Russie    | 31 – 16 | Lituanie  |
| 10 décembre | Norvège   | 27 – 21 | Allemagne |
| 10 décembre | Ukraine   | 22 – 24 | Roumanie  |
| 11 décembre | Lituanie  | 20 – 27 | Ukraine   |
| 11 décembre | Norvège   | 26 – 26 | Roumanie  |
| 11 décembre | Allemagne | 29 – 23 | Russie    |

## Phase finale
|  | Demi-finales     | Demi-finales     |                        |    | Finale           | Finale           |
|  | Demi-finales     | Demi-finales     |                        |    | Finale           | Finale           |
|  |                  |                  |                        |    |                  |                  |
|  | 13 décembre 1996 | 13 décembre 1996 |                        |    | 15 décembre 1996 | 15 décembre 1996 |
|  | 13 décembre 1996 | 13 décembre 1996 |                        |    | 15 décembre 1996 | 15 décembre 1996 |
|  | Danemark         | 24               |                        |    | 15 décembre 1996 | 15 décembre 1996 |
|  | Danemark         | 24               |                        |    | 15 décembre 1996 | 15 décembre 1996 |
|  | Allemagne        | 22               |                        |    | 15 décembre 1996 | 15 décembre 1996 |
|  | Allemagne        | 22               | Danemark               | 25 |                  |                  |
|  | 13 décembre 1996 |                  | Danemark               | 25 |                  |                  |
|  |                  | Norvège          | 23                     |    |                  |                  |
|  | Norvège          | Norvège          | 23                     | 22 |                  |                  |
|  | Norvège          |                  |                        | 22 |                  |                  |
|  | Autriche         | 20               |                        |    |                  |                  |
|  | Autriche         | 20               | Match pour la 3e place |    |                  |                  |
|  |                  |                  |                        |    |                  |                  |
|  | 15 décembre 1996 |                  |                        |    |                  |                  |
|  |                  |                  |                        |    |                  |                  |
|  | Autriche         | 30               |                        |    |                  |                  |
|  | Autriche         | 30               |                        |    |                  |                  |
|  | Allemagne        | 23               |                        |    |                  |                  |
|  | Allemagne        | 23               |                        |    |                  |                  |

### Demi-finales
| 13 décembre 1996 19 h 00 | Danemark        | 24 – 22                         | Allemagne | Messecenter (en), Herning Affluence : 4 500 |
| 13 décembre 1996 19 h 00 | Anja Andersen 6 | (13–10)                         |           | Messecenter (en), Herning Affluence : 4 500 |
| 13 décembre 1996 19 h 00 | ×3 ×2           | dillesport.dk danskhaandbold.dk |           | Messecenter (en), Herning Affluence : 4 500 |

| 13 décembre 1996 21 h 00 | Norvège          | 22 – 20     | Autriche | Messecenter (en), Herning Affluence : 4 500 |
| 13 décembre 1996 21 h 00 | Kjersti Grini 10 | (11–11)     |          | Messecenter (en), Herning Affluence : 4 500 |
| 13 décembre 1996 21 h 00 | ×3               | handball.no |          | Messecenter (en), Herning Affluence : 4 500 |

### Match pour la3eplace
| 15 décembre 1996 14 h 00 | Autriche | 30 – 23 | Allemagne | Messecenter (en), Herning |
| 15 décembre 1996 14 h 00 | (18–8)   |         |           | Messecenter (en), Herning |

### Finale
| 15 décembre 1996 16h00 | Danemark       | 25 – 23                                  | Norvège          | Messecenter (en), Herning Affluence : 4 500 Arbitrage : ? |
| 15 décembre 1996 16h00 | Gitte Madsen 6 | (10–10)                                  | Trine Haltvik 10 | Messecenter (en), Herning Affluence : 4 500 Arbitrage : ? |
| 15 décembre 1996 16h00 | ×3 ×0          | dillesport danskhaandbold.dk handball.no | ×0               | Messecenter (en), Herning Affluence : 4 500 Arbitrage : ? |

## Matchs de classement
| Match                   | Équipe 1 | Score   | Équipe 2 |
| ----------------------- | -------- | ------- | -------- |
| Match pour la 5e place  | Roumanie | 23 – 17 | Croatie  |
| Match pour la 7e place  | Russie   | 32 – 28 | Suède    |
| Match pour la 9e place  | Ukraine  | 27 – 22 | Hongrie  |
| Match pour la 11e place | Pologne  | 30 – 27 | Lituanie |

## Classement final
| Rang                       | Équipe    | J | G | N | P | Bp  | Bc  | Diff |
| -------------------------- | --------- | - | - | - | - | --- | --- | ---- |
| Médaille d'or, Europe      | Danemark  | 7 | 7 | 0 | 0 | 197 | 146 | +51  |
| Médaille d'argent, Europe  | Norvège   | 7 | 4 | 2 | 1 | 179 | 151 | +28  |
| Médaille de bronze, Europe | Autriche  | 7 | 5 | 0 | 2 | 175 | 150 | +25  |
| 4                          | Allemagne | 7 | 4 | 0 | 3 | 169 | 165 | +4   |
| 5                          | Roumanie  | 6 | 4 | 1 | 1 | 155 | 139 | +16  |
| 6                          | Croatie   | 6 | 3 | 0 | 3 | 138 | 143 | –5   |
| 7                          | Russie    | 6 | 3 | 1 | 2 | 164 | 147 | +17  |
| 8                          | Suède     | 6 | 2 | 0 | 4 | 142 | 171 | –29  |
| 9                          | Ukraine   | 6 | 2 | 0 | 4 | 141 | 144 | –3   |
| 10                         | Hongrie   | 6 | 1 | 0 | 5 | 131 | 154 | –23  |
| 11                         | Pologne   | 6 | 1 | 0 | 5 | 137 | 159 | –22  |
| 12                         | Lituanie  | 6 | 0 | 0 | 6 | 124 | 183 | –59  |

## Statistiques et récompenses
Il n'a pas été nommé d'équipe-type pour cette compétition, mais la Danoise Anja Andersen a été nommé meilleure joueuse et la Norvégienne Heidi Tjugum a reçu le prix de la meilleure gardienne de but,.
Les meilleures marqueuses de la compétition sont :
| Rang | Joueuse               | Équipe    | Buts |
| ---- | --------------------- | --------- | ---- |
| 1    | Kjersti Grini         | Norvège   | 48   |
| 2    | Elena Nemachkalo (en) | Croatie   | 41   |
| 3    | Anja Andersen         | Danemark  | 41   |
| 4    | Mariana Tîrcă         | Roumanie  | 40   |
| 5    | Eszter Matefei        | Hongrie   | 39   |
| 5    | Lina Olsson Rosenberg | Suède     | 39   |
| 7    | Aleksandra Pawelska   | Pologne   | 38   |
| 8    | Ausra Fridrikas       | Autriche  | 37   |
| 9    | Grit Jurack           | Allemagne | 35   |
| 10   | Trine Haltvik         | Norvège   | 32   |
| 11   | Svetlana Mozgovaïa    | Russie    | 31   |
| 11   | Tetyana Novikova      | Ukraine   | 31   |
| 11   | Sorina Lefter         | Autriche  | 31   |
| 14   | Natalia Malakhova     | Russie    | 29   |
| 15   | Roxana Gheorghiu      | Roumanie  | 28   |
| 16   | Nataliya Martynienko  | Ukraine   | 27   |
| 16   | Camilla Andersen      | Danemark  | 27   |
| 17   | Valentina Cozma       | Roumanie  | 26   |
| 19   | Renata Damjanić       | Croatie   | 25   |
| 19   | Natalia Deriouguina   | Russie    | 25   |
| 19   | Iris Morhammer        | Autriche  | 25   |

| Rang | Joueuse          | Équipe   | Buts |
| ---- | ---------------- | -------- | ---- |
| 1    | Anja Andersen    | Danemark | 60   |
| ...  | ?                | ?        | ?    |
| 8    | Camilla Andersen | Danemark | 20   |

## Effectif des équipes sur le podium

### Champion d'Europe:Danemark
L'effectif du Danemark est, :
- Lene Rantala
- Anne Dorthe Tanderup
- Camilla Andersen
- Tina Bøttzau
- Anette Hoffmann-Møberg
- Tonje Kjærgaard
- Anja Byrial Hansen
- Marianne Florman
- Janne Kolling
- Mette Vestergaard Larsen
- Anja Andersen
- Gitte Sunesen
- Gitte Madsen
- Heidi Astrup
- Susanne Munk Lauritsen
- Kristine Andersen

Entraîneur : Ulrik Wilbek

### Vice-champion d'Europe:Norvège
L'effectif de la Norvège est, :
- Heidi Tjugum
- Tonje Larsen
- Kjersti Grini
- Kristine Duvholt
- Susann Goksør
- Kari Solem
- Sahra Hausmann
- Janne Tuven
- Mette Davidsen
- Trine Haltvik
- Kristine Moldestad
- Annette Skotvoll
- Ellen Thomsen
- Silje Bolset
- Monica Vik Hansen
- Jeanette Nilsen

Entraîneur : Marit Breivik/Arne Högdahl

### Troisième place:Autriche
L'effectif de l'Autriche est, :
- Tatjana Dschandschgawa
- Silvia Strass
- Annamaria Ur
- Ruth Swoboda
- Rima Sypkuviene
- Stefania Ofenböck
- Edit Matei
- Sorina Lefter
- Ausra Fridrikas
- Sylvia Kundt
- Edit Mika
- Laura Fritz
- Stanka Božović
- Beate Hofmann
- Barbara Strass

Entraîneur : Ivica Rimanic/Gunnar Prokop